# Oh, What a Night
Oh, What a Night is een Amerikaans-Canadese komediefilm uit 1992, geregisseerd door Eric Till en geproduceerd door Peter R. Simpson. De hoofdrollen worden vertolkt door Corey Haim, Barbara Williams en Keir Dullea.

## Verhaal
De 17-jarige Eric (Corey Haim) gaat naar Canada. Hij ontmoet de veel oudere Vera. Zij zorgt voor een heel ander leven als tiener.

## Rolbezetting
| Acteur               | Personage    |
| -------------------- | ------------ |
| Corey Haim           | Eric         |
| Barbara Williams     | Vera         |
| Keir Dullea          | Thorvald     |
| Emilie-Claire Barlow | Lorraine     |
| Geneviève Bujold     | Eva          |
| Andrew Miller        | Donald       |
| Kirsten Kieferle     | Betty        |
| Joseph Ziegler       | Vern Rawlins |
| Robbie Coltrane      | Todd         |
| Denny Doherty        | Harold       |